# Pompeo Batoni
Pompeo Girolamo Batoni (ur. 25 stycznia 1708 w Lukce, zm. 4 lutego 1787 w Rzymie) – włoski malarz epoki baroku, w twórczości naśladował Rafaela.
Był synem złotnika, Paolino Batoniego. Tworzył w Rzymie na przełomie baroku i klasycyzmu. Malował portrety książąt i goszczących we Włoszech cudzoziemców (np. Portret sir Gregory’ego Turnera, 1768). Batoni malował także obrazy o tematyce religijnej, mitologicznej i alegorycznej.

## Obrazy
- Najświętsze Serce Jezusa – 1760, olej na blasze, Kościół Il Gesù, Rzym

## Galeria

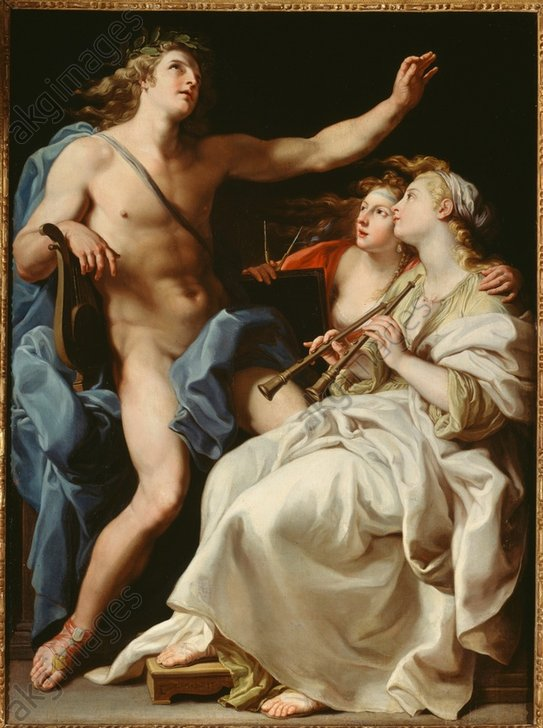
Apollo i dwie Muzy, 1741
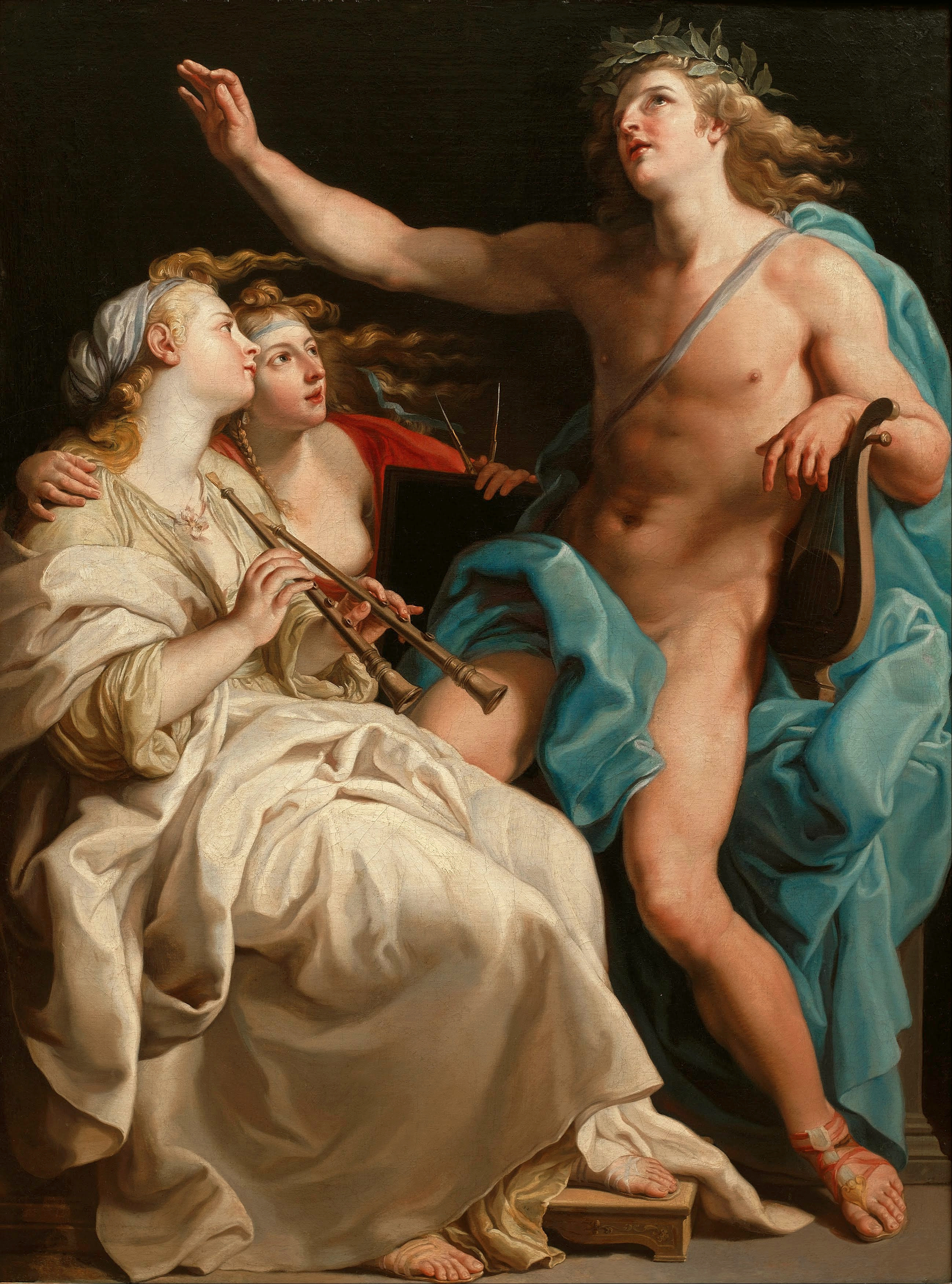
Apollo i dwie Muzy, po 1741
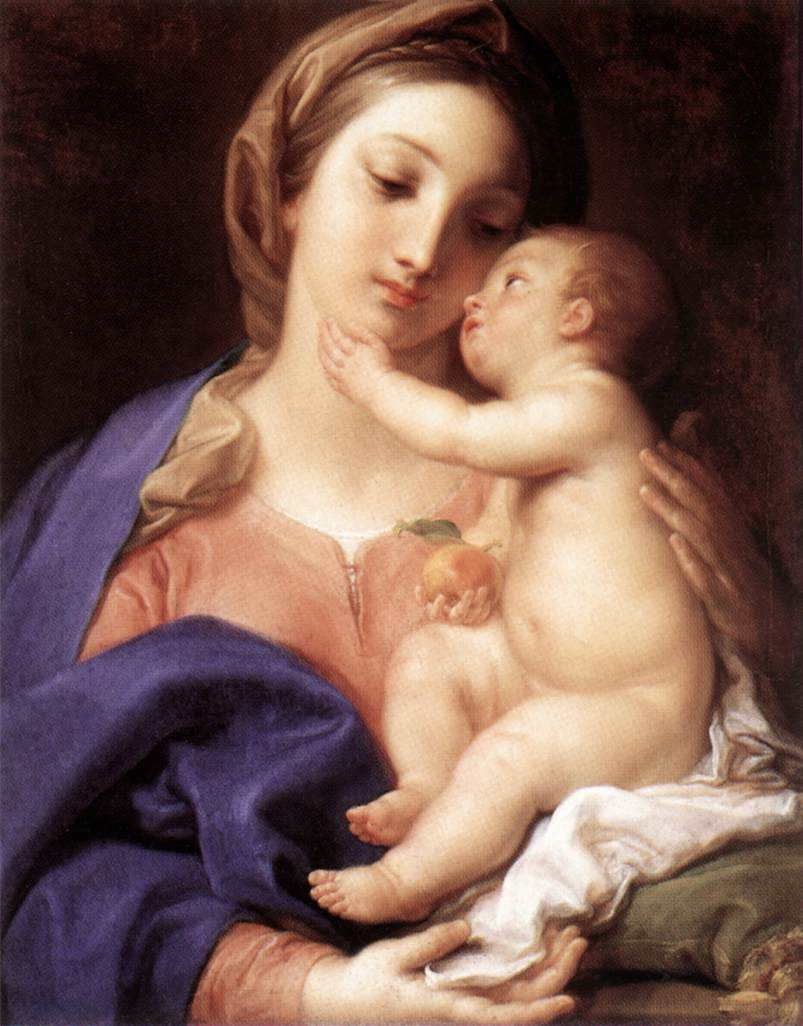
Madonna z Dzieciątkiem, 1742
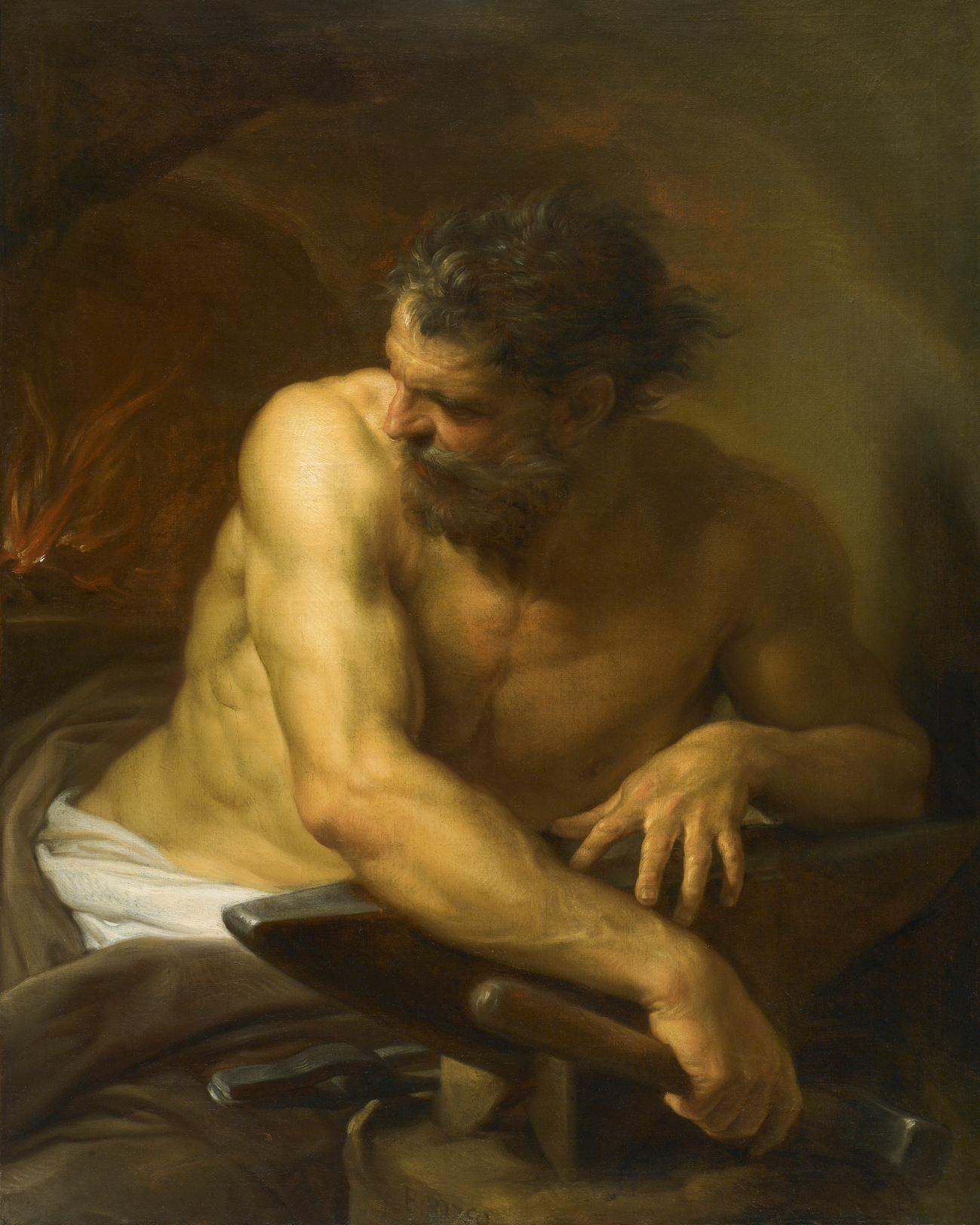
Wulkan w swej kuźni, 1750
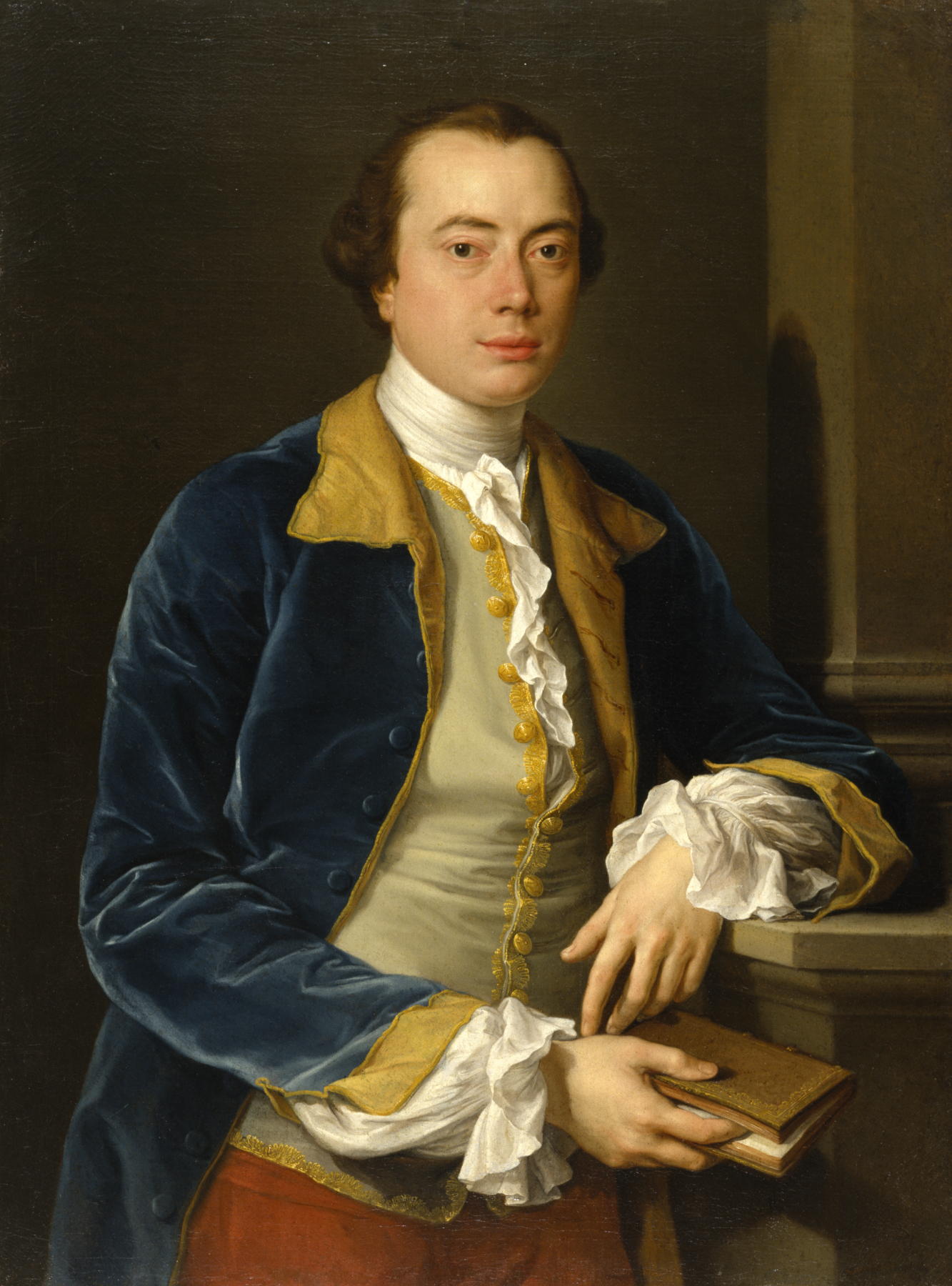
Portret Józefa Henryka Straffan, 1750-1755
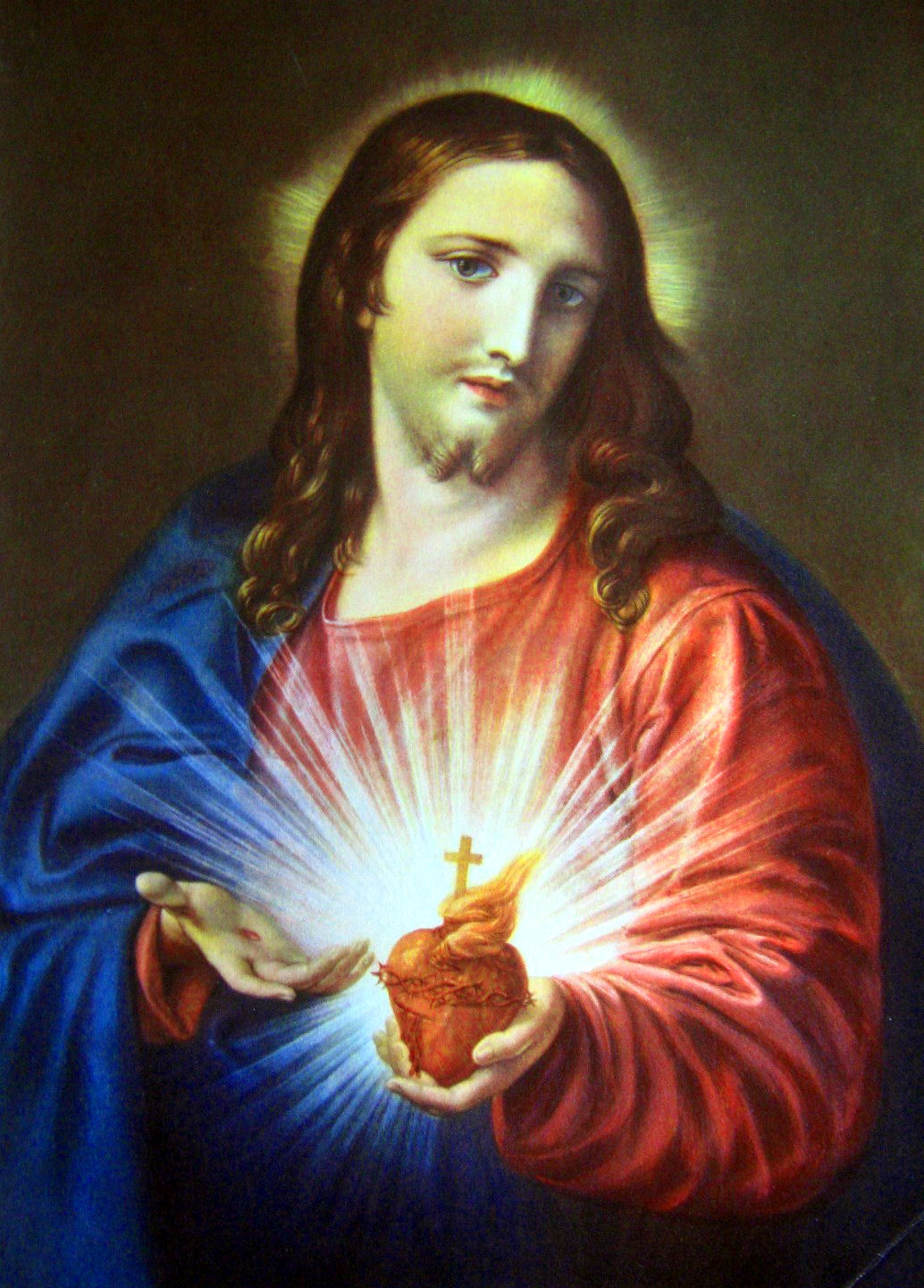
Najświętsze Serce Jezusa, 1760
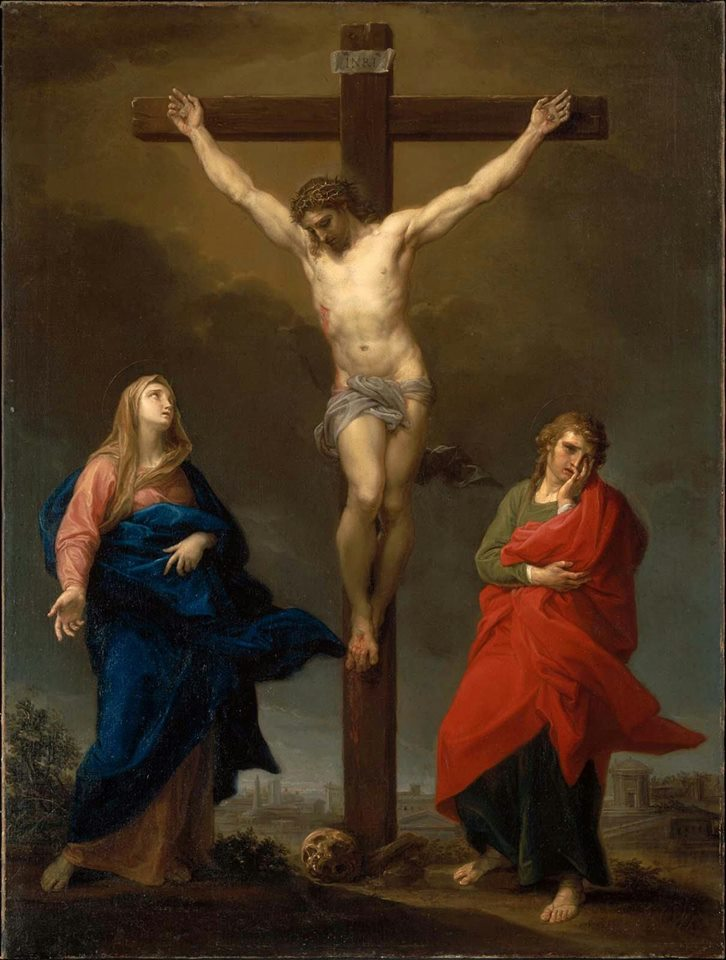
Ukrzyżowanie, 1762
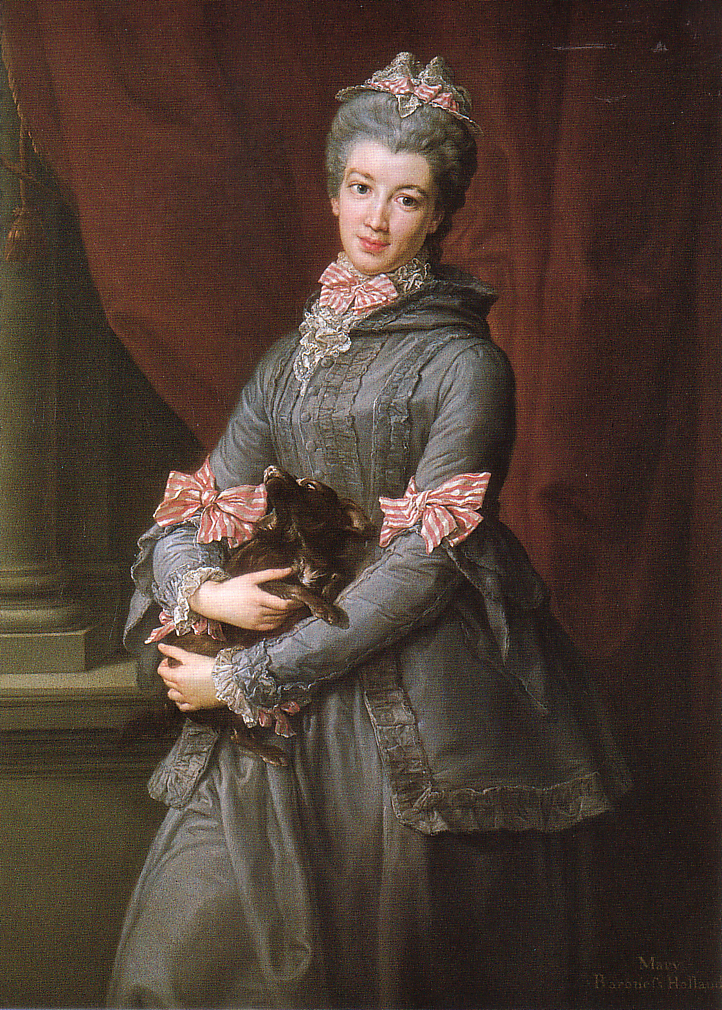
Portret Lady Mary Fox, 1767
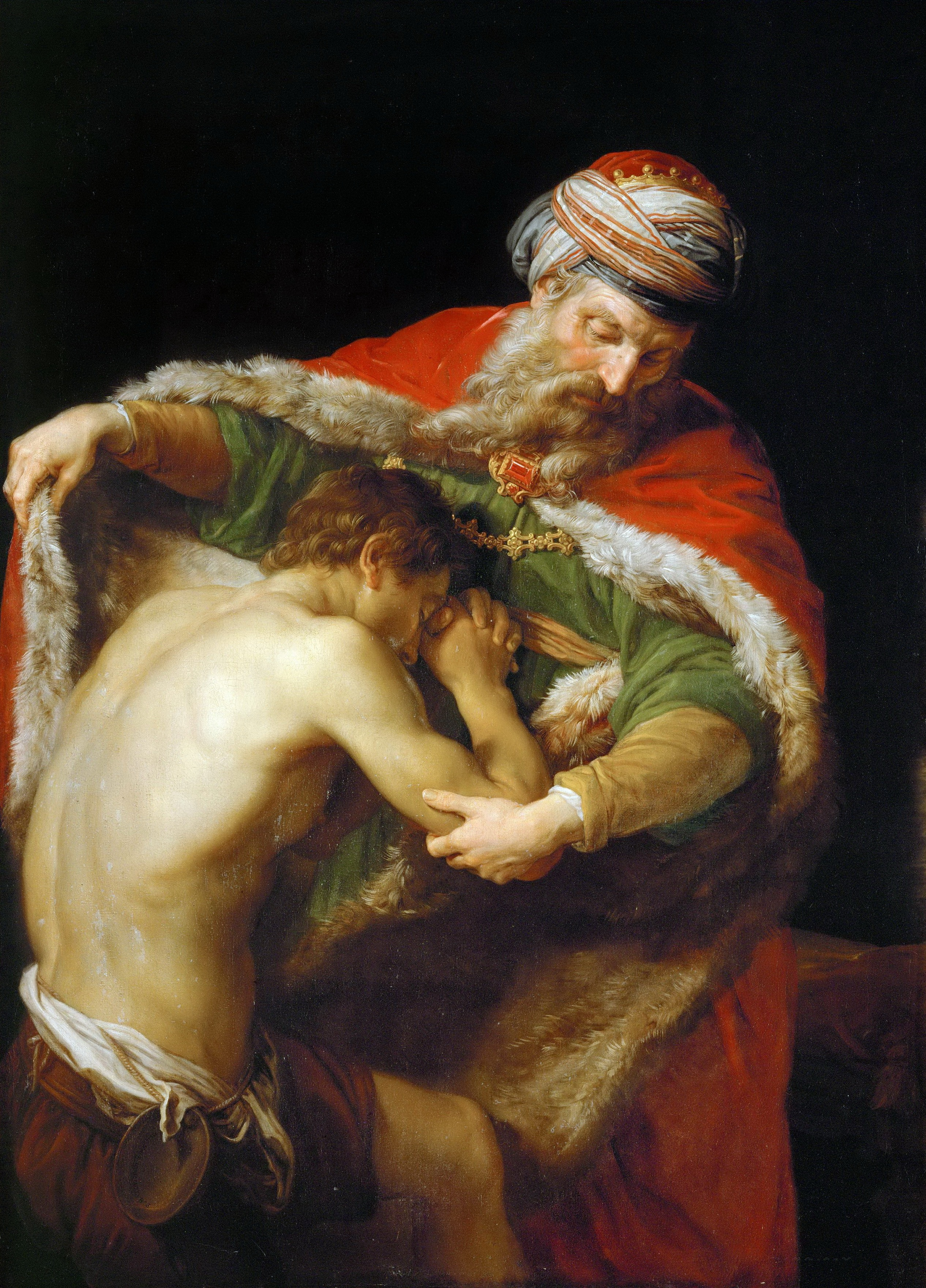
Powrót syna marnotrawnego, 1773